# Aurora (Robert Harris)
Aurora (Originaltitel: Archangel) ist ein 1998 erschienener Roman des britischen Schriftstellers Robert Harris.  Der Thriller thematisiert die Recherchen eines britischen Historikers in der stalinistischen Vergangenheit Russlands, dabei verknüpft der Autor Fiktion mit historischen Fakten.

## Handlung
Der britische Historiker Fluke Kelso nimmt an einem Kongress in Moskau teil. Dort trifft er auf Papu Rapawa, der früher der Leibwächter des Geheimdienstchefs Lawrenti Beria war. Rapawa berichtet dem Briten von Hinterlassenschaften, die sein Chef nach dem Tode Stalins verschwinden ließ. Nach dem Verschwinden Rapawas macht sich Kelso auf, das Versteck der mutmaßlichen Dokumente zu finden. Im Zuge seiner Recherchen schließen sich ihm der amerikanische Journalist O’Brian und die Tochter Rapawas, Sinaida, an. Die Gegenseite um den Alt-Stalinisten Mamantow interessiert sich ebenfalls für das versteckte Gut. In der Nähe der Stadt Archangelsk trifft Kelso auf einen bis dato nicht bekannten, in der Wildnis lebenden Sohn Stalins. Letztlich wird klar, dass Kelso als Vertreter des Westens getäuscht und instrumentalisiert worden war, um Stalins Erben den Weg zu bereiten.

## Hintergrund
Der Originaltitel in englischer Sprache lautet Archangel, was sowohl Erzengel als auch Archangelsk bedeutet.

## Verfilmung
Der Roman wurde 2005 als Die rote Verschwörung mit Daniel Craig verfilmt.

## Ausgaben
- Robert Harris: Archangel. Random House, 1998, ISBN 0-679-42888-7.
- Robert Harris: Aurora. Übersetzt von Christel Wiemken, Hardcover, Heyne Verlag, München 1998, ISBN 3-453-14304-3.
- Robert Harris: Aurora. Übersetzt von Christel Wiemken, Taschenbuch, Heyne Verlag, München 2006, ISBN 978-3-453-43209-3.